# Nun komm, der Heiden Heiland, BWV 61

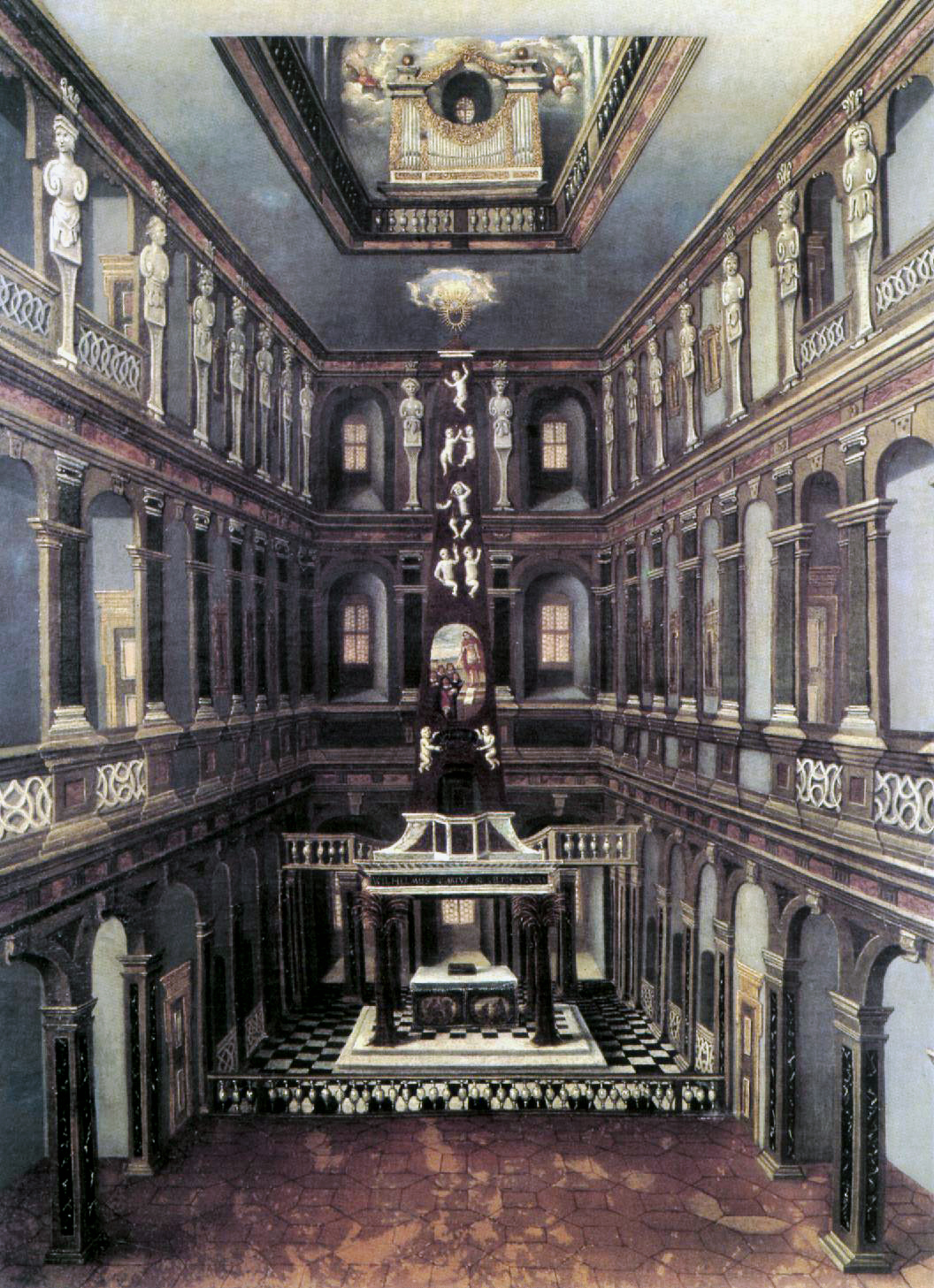
Schlosskirche, Weimar.

Nun komm, der Heiden Heiland, BWV 61 (Ven ahora, Salvador de los gentiles) es una cantata de iglesia escrita por Johann Sebastian Bach en Weimar para el primer domingo de Adviento y estrenada el 2 de diciembre de 1714.

## Historia
Desde 1708 Bach trabajó para la corte en Weimar. El 2 de marzo de 1714 Bach fue nombrado Konzertmeister de la capilla cortesana de Weimar de los duques co-reinantes Guillermo Ernesto y Ernesto Augusto de Sajonia-Weimar. En este puesto asumió la responsabilidad principal de componer nuevas obras, concretamente cantatas para la Schlosskirche (iglesia del palacio), con una periodicidad mensual. El orden cronológico exacto de las cantatas de Bach durante su estancia en Weimar sigue siendo incierto. Solamente cuatro llevan fechas autógrafas. La BWV 61 data de 1714 y lleva la designación litúrgica "am ersten Advent", para el primer domingo de Adviento.
La cantata fue interpretada por primera vez el 2 de diciembre de 1714. La ejecución se puede fechar precisamente debido a la designación litúrgica de Bach. No obstante, el movimiento de apertura tiene relación con una versión anterior no fechada de la obra. Como Thomaskantor, director de música de las principales iglesias de Leipzig, Bach interpretó la cantata de nuevo el 28 de noviembre de 1723.

## Análisis

### Texto
Las lecturas establecidas para ese día eran de la epístola a los romanos, "ahora nuestra salvación está más cerca ...  la noche está avanzada, el día llegará" (Romanos 13:11-14), y del evangelio según San Mateo, la entrada en Jerusalén (Mateo 21:1-9).
El texto de la cantata fue obra de Erdmann Neumeister, que incluyó la primera estrofa del himno "Nun komm, der Heiden Heiland" de Martín Lutero en el primer movimiento; el final del último verso de "Wie schön leuchtet der Morgenstern" de Philipp Nicolai como coral de cierre; y el texto del libro de las Revelaciones (Apocalipsis 3:20) en el cuarto movimiento. El poeta combina las ideas de la entrada de Jesús en Jerusalén y su promesa de regresar con una invitación para entrar en el corazón de cada cristiano.

Siehe, ich stehe vor der Tür und klopfe an. So jemand meine Stimme hören wird und die Tür auftun, zu dem werde ich eingehen und das Abendmahl mit ihm halten und er mit mir.
Mira que estoy ante la puerta y llamo. Si alguien oye mi voz y abre la puerta, entraré a su casa y cenaré con él, y él conmigo.

### Instrumentación
La obra está escrita para tres voces solistas (soprano, tenor y bajo), un coro a cuatro voces; dos violines, dos violas y bajo continuo. La orquestación es para una pequeña agrupación al igual que otras cantatas escritas en Weimar.

### Estructura
Consta de seis movimientos.
1. Obertura (fantasía coral): Nun komm, der Heiden Heiland
2. Recitativo (tenor): Der Heiland ist gekommen
3. Aria (tenor): Komm, Jesu, komm zu deiner Kirche
4. Recitativo (bajo): Siehe, ich stehe vor der Tür
5. Aria (soprano): Öffne dich, mein ganzes Herze
6. Coral: Amen, Amen, komm du schöne Freudenkrone

El primer domingo de Adviento marca el comienzo del año litúrgico. Bach lo marcó creando el coro de apertura como una fantasía coral al estilo de la obertura francesa, que sigue el esquema: lento – rápido (fuga) – lento. En la interpretación de la ópera francesa, el rey de Francia hacía su entrada durante la obertura. Bach da la bienvenida a un rey diferente. Dos de las cuatro líneas de la melodía del coral se combinan en la primera sección lenta, la tercera línea se aborda en la sección rápida y la cuarta en la última sección lenta. La melodía de la primera línea es primero presentada en el continuo, después cantada por las cuatro voces una tras otra, acompañadas por un ritmo con puntillo en la orquesta. La segunda línea es cantada por todas las voces juntas con el acompañamiento de la orquesta. La tercera línea es un rápido fugato, mientras los instrumentos tocan colla parte. La cuarta línea se arregla de la misma manera que la segunda.
El recitativo empieza siendo secco pero continua como arioso con el tenor y el continuo imitándose entre sí. Este estilo más lírico de recitativo deriva de las óperas y cantatas italianas tempranas, donde era conocido como mezz'aria (medio aria).
El aria de tenor va acompañada por los violines y violas al unísono. Está escrita en el ritmo de una giga y la combinación de voz, cuerdas y continuo al unísono le proporciona la textura de una sonata a trío. Richard Taruskin comenta: "Esta hibridación de estilos operísticos e instrumentales es... un procedimiento operativo estándar en las cantatas de Bach."
El cuarto movimiento, la cita del Apocalipsis, es asignado al bajo como vox Christi. La llamada golpeando a la puerta se expresa mediante acordes en pizzicato en la cuerda. La respuesta es la oración individual de la soprano, acompañada por el continuo, con una sección intermedia en adagio. En el coral de cierre los violines constituyen una quinta parte jubilosa que se añade a las cuatro partes vocales.

## Discografía selecta
De esta pieza se han realizado una serie de grabaciones entre las que destacan las siguientes.
- 1966 – J.S. Bach Collector's Series. Helmut Kahlhofer, Kantorei Barmen-Gemarke, Deutsche Bachsolisten, Ingeborg Reichelt, Theo Altmeyer, Eduard Wollitz (Bach Recordings)
- 1971 – Bach Cantatas Vol. 1. Karl Richter, Münchener Bach-Chor, Münchener Bach-Orchester, Edith Mathis, Peter Schreier, Dietrich Fischer-Dieskau (Archiv Produktion)
- 1981 – Bach Made in Germany Vol. 4: Cantatas VIII. Hans-Joachim Rotzsch, Thomanerchor, Neues Bachisches Collegium Musicum, Arleen Augér, Peter Schreier, Siegfried Lorenz (Eterna)
- 1995 – J.S. Bach: Complete Cantatas Vol. 2. Ton Koopman, Amsterdam Baroque Orchestra & Choir, Barbara Schlick, Christoph Prégardien, Klaus Mertens (Antoine Marchand)
- 2000 – Bach Cantatas Vol. 13. John Eliot Gardiner, Monteverdi Choir, English Baroque Soloists, Joanne Lunn, Jan Kobow, Dietrich Henschel (Soli Deo Gloria)
- 2006 – J.S. Bach: Cantatas. Nikolaus Harnoncourt, Arnold Schoenberg Chor, Concentus Musicus Wien, Christine Schäfer, Bernarda Fink, Werner Güra, Christian Gerhaher (Deutsche Harmonia Mundi)
- 2007 – Bach: Cantates pour la Nativité, Intégrale des cantates sacrées Vol. 4. Director del órgano positivo Eric Milnes, Montréal Baroque, Monika Mauch, Matthew White, Charles Daniels, Harry van der Kamp (ATMA Classique)
- 2008 – J.S. Bach: Cantatas for the Complete Liturgical Year Vol. 9. Sigiswald Kuijken, La Petite Bande, Gerlinde Sämann, Petra Noskaiová, Christoph Genz, Jan van der Crabben (Accent)